# Juan Marino Cabello
Juan Bautista Marino Cabello (Punta Arenas, Chile, 7 de septiembre de 1920 - Trelew, Argentina, 12 de junio de 2007) fue un escritor, guionista y director de orquesta chileno, así como autor de letras de canciones. Sus historias eran de suspenso y de horror. Integró varias agrupaciones locales y hasta dirigió orquestas en Santiago de Chile, Punta Arenas y Comodoro Rivadavia. 

## Inicios
Era hijo de Cosme Marino Stornaiolo (italiano) y Amelia Cabello Ríos (Argentina), teniendo varios hermanos: Gaspar, Antonio y Cosme que eran argentinos y Rafael que era italiano.
Entre sus múltiples actividades, trabajó en el Banco de Crédito e Inversiones (Bci), en ENAP Chile, en Vialidad Nacional en Comodoro Rivadavia y también fue ayudante de contador, al tiempo que hacía radio.

## Actividades artísticas
Su carrera en la radio comenzó en la década de 1940, en Punta Arenas con el programa El jazz en el tiempo, primer programa radial dedicado al jazz en Chile y dirigió y animó otros programas como Patio Chileno y Ritmo de tango. Fue ayudante de contador público y escribió el libro Guía de la música popular en Chile 1800-1980. Aún hay muchos aspectos de su vida que nos son desconocidos, lo que lo convierte en parte del mito que rodea a una de las creaciones más destacadas de su carrera: El Siniestro Doctor Mortis.
Escribió guiones de radioteatro con este personaje, que se transmitieron primero en su ciudad natal y luego en diferentes emisoras chilenas entre 1945 y 1982. Simultáneamente, el personaje se volcaría a las páginas de cómic que se publicó hasta septiembre de 1973 y obtendría su propio programa de televisión entre 1971 y 1973, a través de las pantallas de Canal 13. El tema musical característico del programa radial era La noche en el Monte Calvo de Modest Músorgski y tras terminar la historia, decía la frase "Que descansen ustedes en paz", seguida de una diabólica risa que provocaba el pánico entre los radioescuchas y que sigue dando miedo a las nuevas generaciones que la han escuchado. También se editaron tres libros de cuentos con las memorias del Dr. Mortis publicadas por la Editorial del Pacífico en 1973.
Juan Marino Cabello se casó con Eva Martinic, con quien tuvo dos hijos. En la década de 1990 se radicó en Trelew, Argentina, donde falleció víctima de un infarto de miocardio a los 87 años.